# Streptocephalus moorei
Streptocephalus moorei é uma espécie de crustáceo da família Streptocephalidae.
É endémica do México. 